# Acutisation
L'acutisation, l'exacerbation, ou transformation aiguë, est le passage d'une maladie de l'état chronique à l'état aigu.
En cancérologie, l'acutisation est l'évolution rapide vers une aggravation de la malignité. Un cancer qui évoluait jusqu'alors lentement, s'aggrave et s'étend rapidement. Cette transformation aiguë correspond à la phase terminale de la progression tumorale.
On parle souvent d'acutisation dans les cancers du sang qui évoluent d'abord de façon chronique et stable, puis qui s'aggravent soudainement et rapidement en quelques semaines. Par exemple, une leucémie myéloïde chronique s'acutise pour devenir une leucémie aiguë.
Ou une leucémie lymphoïde chronique se transforme en lymphome malin (syndrome de Richter).
Dans d'autres cancers, on parle également d'acutisation lorsque le cancer semble "exploser" à la phase terminale qui précède le décès du patient, avec une rapide aggravation et détérioration.
Ce terme n'est pas réservé à l'oncologie, par exemple en dermatologie on parle aussi d'acutisation lorsqu'un psoriasis ou une autre dermatose, jusque-là stable et bien maitrisé, « flambe » brutalement en intensité et en étendue.
De manière plus générale, elle consiste en une aggravation brutale de symptômes préexistants ou l'apparition soudaine de symptômes caractéristiques d'un état aigu.

## La phase d'acutisation de la Leucémie Myéloïde Chronique
Une leucémie myéloïde chronique (LMC) s'acutise pour devenir une leucémie aiguë soit directement, soit après une phase d'accélération.
Lors de la phase d'acutisation, l'état général se dégrade sévèrement et une fièvre apparaît. Une anémie et une thrombopénie importante apparaissent à l'hémogramme. La blastose sanguine et médullaire augmentent rapidement jusqu'à dépasser 20 %, ce qui est le critère de transformation en leucémie aiguë. Le pronostic est alors particulièrement sévère et le décès survient rapidement quelles que soient les modalités de traitement.